# Club sportif Chênois
Maillots
Le Club sportif chênois (CS Chênois) est un club de football des trois communes genevoises de Thônex, Chêne-Bourg et Chêne-Bougeries, en Suisse.
Il évolue en championnat de Suisse de Première Ligue (D4 suisse).

## Histoire
- 1907 : fondation du club sous le nom de FC Thônex
- 1924 : le club est renommé Club sportif chênois

## Parcours
- 1971- 1973 : Championnat de Suisse D2
- 1973 - 1981 : Championnat de Suisse D1
- 1981 - 1991 : Championnat de Suisse D2

## Joueurs célèbres
- Patrice Garande
- Ali Manai
- Émile Mbouh
- Cyril Makhanaki
- Oscar Gissi (es)
- Adrian Ursea
- Hervé Revelli
- Márton Esterházy
- Johan Djourou
- 🇲🇦 Mustapha Yaghcha